# Тузов, Леонид Васильевич
Леонид Васильевич Тузов (17 августа 1925 — 3 июня 2018, Бишкек) — советский и киргизский физик, доктор физико-математических наук, профессор Кыргызского национального университета имени Жусупа Баласагына. Заслуженный деятель науки Кыргызской Республики (1995).

## Биография
Родился 17 августа 1925 года в селе Пенделка (ныне — Кузнецкого района Пензенской области) в семье геолога. В 1930 году семья переехала в Киргизию.
В 1942 году со второго курса физико-математического факультета Киргизского педагогического института добровольцем вступил в РККА. Окончил Харьковское танковое училище (1944) и в составе 1811-го самоходного Красноармейского Нарвского артиллерийского полка воевал на Первом Белорусском фронте, участник освобождения Варшавы.
После войны окончил Киргизский педагогический институт (1948) и аспирантуру при кафедре теоретической физики (1951, научный руководитель Ю. Терминасов).
Работал там же, в институте, в 1951 г. преобразованном в Киргизский государственный университет: преподаватель, доцент, старший научный сотрудник (1962), профессор, заведующий кафедрой физики твердого тела (руководил ей 30 лет), проректор, с 1997 года — директор Института фундаментальных наук при КНУ. Преподавал в Кыргызском национальном университете имени Жусупа Баласагына до 2015 года.

### Семья
Жена — Людмила Александровна Яхницкая (ум. 2003), филолог.
Дети:
- Сергей — детский кардиолог, заведующий кафедрой педиатрии Пензенского института усовершенствования врачей;
- Александр — журналист, заместитель главного редактора газеты «Вечерний Бишкек»[2], лауреат президентской премии «Золотое перо»[3];
- Ольга — физик, учёный секретарь Института фундаментальных наук КНУ им. Ж. Баласагына.

## Научная деятельность
Тема кандидатской диссертации «Рентгенографическое исследование остаточных напряжений второго и третьего рода в деформированной поверхностной зоне металла». Доктор физико-математических наук (1967, тема диссертации «Метод малоуглового рассеяния рентгеновых лучей и его применение для исследования структуры металлов и сплавов»), профессор (1968).

## Награды
- орден Красной Звезды (27 января 1945)[4].
- орден Трудового Красного Знамени.
- орден «Знак Почёта».
- орден Отечественной войны I степени (6 апреля 1985)[5].
- орден «Данакер» (21 мая 2001) — за многолетнюю педагогическую деятельность, заслуги в воспитании и подготовке высококвалифицированных кадров[6].
- 16 медалей СССР и Кыргызской Республики.
- Отличник народного образования Киргизской ССР.
- Отличник просвещения СССР.
- Заслуженный работник образования КР.
- Заслуженный деятель науки Кыргызской Республики (1995).